# وليد المختاري
وليد المختاري (بالألمانية: Oualid Mokhtari)‏ (29 أبريل 1982 بالناظور في المغرب - ) هو لاعب كرة قدم ألماني في مركز الوسط. لعب مع إف إس في فرانكفورت وفيهين فيسبادن وكيكرز أوفنباخ ويان ريغينسبورغ ونادي لوبيك ‏ ونادي مانهايم ‏.

## وصلات خارجية
- وليد المختاري على موقع قاعدة بيانات كرة القدم.إي يو (الإنجليزية)
- وليد المختاري على موقع بيانات كرة القدم. دي إي (الألمانية)
- وليد المختاري على موقع عالم كرة القدم.نت (الإنجليزية)